# Болду
Болду (рум. Boldu) — комуна у повіті Бузеу в Румунії. До складу комуни входить єдине село Болду.
Комуна розташована на відстані 133 км на північний схід від Бухареста, 38 км на північний схід від Бузеу, 62 км на захід від Галаца, 132 км на схід від Брашова.

## Населення
За даними перепису населення 2002 року у комуні проживали 2554 особи. Усі жителі комуни рідною мовою назвали румунську.
Національний склад населення комуни:
| Національність | Кількість осіб | Відсоток |
| -------------- | -------------- | -------- |
| румуни         | 2434           | 95,3%    |
| цигани         | 119            | 4,7%     |
| німці          | 1              | < 0,1%   |

Склад населення комуни за віросповіданням:
| Релігія       | Кількість осіб | Відсоток |
| ------------- | -------------- | -------- |
| православні   | 2531           | 99,1%    |
| адвентисти    | 17             | 0,7%     |
| римо-католики | 5              | 0,2%     |
| бретрени      | 1              | < 0,1%   |

## Зовнішні посилання
- Дані про комуну Болду на сайті Ghidul Primăriilor [Архівовано 15 травня 2012 у Wayback Machine.]